# Onthophagus extensicollis
Onthophagus extensicollis là một loài bọ cánh cứng trong họ Bọ hung (Scarabaeidae).